# Antonina, Monastîrîșce
Antonina (în ucraineană Антоніна) este un sat în așezarea urbană Țîbuliv din raionul Monastîrîșce, regiunea Cerkasî, Ucraina.

## Demografie
Componența lingvistică a localității Antonina
     Ucraineană (96,34%)
     Rusă (3,66%)
Conform recensământului din 2001, majoritatea populației localității Antonina era vorbitoare de ucraineană (96,34%), existând în minoritate și vorbitori de rusă (3,66%).